# Andy Whitfield

Andy Whitfield in San Diego (2010)

Andy Whitfield (* 17. Oktober 1971 in Amlwch, Wales; † 11. September 2011 in Sydney, New South Wales) war ein britisch-australischer Schauspieler und Fotomodell. Bekanntheit erlangte er vor allem durch seine Mitwirkung in der US-amerikanischen Fernsehserie Spartacus (2010), in der er den Titelhelden verkörperte.

## Leben
Whitfield wurde als einziger Sohn von Robert und Pat Whitfield auf der walisischen Insel Anglesey geboren, wo er auch aufwuchs und die Oberschule Ysgol Syr Thomas Jones in Amlwch besuchte. Seine zwei Jahre ältere Schwester Laura arbeitet als Krankenschwester in Cardiff. Nach der Schule studierte er Bautechnik an der University of Sheffield und arbeitete später fünf Jahre in der Londoner Bauindustrie. 1999 übersiedelte er mit seiner späteren Ehefrau nach Sydney, Australien. Whitfield arbeitete dort als beratender Ingenieur beziehungsweise „Abseiler“. Ein Jahr nach seiner Ankunft in Australien wurde er in einem Cafe von Sydney von einer Fotografin entdeckt und arbeitete, angespornt von seiner Frau, nebenberuflich als Fotomodel. Als Model erschien er in circa 40 Werbekampagnen in Europa und Asien. Später begann er, Schauspielunterricht zu nehmen und auch als Fotograf zu arbeiten.
Sein Debüt im australischen Fernsehen gab Whitfield 2004 mit einer Gastrolle in der Krankenhausserie All Saints. Zuvor hatte er laut eigenen Angaben mehrere Male erfolglos Vorsprechen in Los Angeles absolviert. Die Schauspielerei und die Vorsprechen fielen ihm am Anfang schwer: „Für das Modeln musst du einfach nur erscheinen“, so Whitfield 2003 im Interview mit einer Sydneyer Tageszeitung. Weitere Rollen in Kurzfilmen folgten. Nach der Geburt seines ersten Kindes beschloss Whitfield, seine Schauspielkarriere aufzugeben. 2007 wurde ihm aber zu seiner eigenen Überraschung die Titelrolle in dem australischen Spielfilm Gabriel – Die Rache ist mein des Regiedebütanten Shane Abbess angeboten, die er auf Anraten seiner Ehefrau übernahm. In dem Action-Drama war Whitfield als letzter verbliebener Erzengel zu sehen, der sich gegen die Mächte der Dunkelheit stellt, um das Purgatorium, das Zwischenreich zwischen Himmel und Hölle, zu retten. Die düstere, 150.000 australische Dollar teure Comic-Verfilmung, die nur zustande kam, weil Zahlungen aufgeschoben werden konnten und die Digital-Kamera geliehen war, entwickelte sich trotz gemischter Kritiken zum Erfolg an den Kinokassen und machte Whitfield schlagartig einem breiten australischen Publikum bekannt. Die weltweiten Veröffentlichungsrechte an Gabriel sollte sich später Sony Pictures Entertainment sichern.
Nach seinem Spielfilmdebüt war der dunkelhaarige Schauspieler 2008 mit Gastrollen in den australischen Serien The Strip, Packed to the Rafters und McLeods Töchter vertreten. Ende März 2009 wurde bekannt, dass Whitfield die Titelrolle in der US-amerikanischen Serie Spartacus (2010) übernehmen würde. Die 2009 in Neuseeland entstandene Fernsehproduktion mit Lucy Lawless und John Hannah ist im Stil von Comic-Verfilmungen wie 300 oder Sin City konzipiert und nimmt sich frei der Geschichte des gleichnamigen römischen Sklaven und Gladiatoren an. In früheren Verfilmungen hatten unter anderem Massimo Girotti (Spartacus, der Rebell von Rom, 1953), Kirk Douglas (Spartacus, 1960) und Goran Višnjić (Spartacus, 2004) die Rolle bekleidet. Die Serie, für die sich unter anderem Produzent Sam Raimi verantwortlich zeigte, wurde ab dem 22. Januar 2010 im US-amerikanischen Bezahlfernsehen von Starz ausgestrahlt. Ebenfalls im Jahr 2009 beendete Whitfield die Dreharbeiten an dem australischen Horrorfilm The Clinic. 2010 wurde er für seine Leistung in Spartacus für den Darstellerpreis des Festival de Télévision de Monte-Carlo nominiert, der aber an Michael C. Hall (Dexter) verliehen wurde.
Whitfield war mit seiner früheren Lebensgefährtin Vashti verheiratet, die eine Firma für Personalschulung betreibt. Aus der Beziehung stammen zwei Kinder (geboren 2005 und 2007). Whitfield lebte in Paddington bei Sydney und war u. a. begeisterter Motorradfahrer. 2007 erhielt er die australische Staatsangehörigkeit.
Anfang März 2010 wurde eine Krebserkrankung Whitfields (Non-Hodgkin-Lymphom) bekanntgegeben, die zum Zeitpunkt der Diagnose schon sehr weit fortgeschritten war (Stufe IV), weswegen Dreharbeiten zur zweiten Staffel von Spartacus in Neuseeland ausgesetzt wurden, damit er sich in Behandlung begeben konnte. Der Schauspieler sollte im Oktober 2010 zu den Dreharbeiten für die zweite Staffel zurückkehren. Im September ließ der Star jedoch verlauten, dass die Krankheit erneut ausgebrochen sei und Whitfield nicht für die Fortsetzung der Serie zur Verfügung stehe. Zwischenzeitlich war ohne Whitfields Mitwirkung das sechsteilige Prequel Spartacus: Gods of the Arena (2011) entstanden. Im Januar 2011, nachdem sich sein Zustand verschlechtert hatte, wurde der australische Schauspieler Liam McIntyre als Nachfolger präsentiert.
Nach der neuerlichen Verschlechterung seines Gesundheitszustands erlag Whitfield am 11. September 2011 im Alter von 39 Jahren in einem Hospiz in Sydney, New South Wales seinem Krebsleiden. In den letzten 12 Monaten seines Lebens ließ sich Whitfield von einer Doku-Crew begleiten, die seinen Kampf gegen die Krankheit dokumentierte. Die Dokumentation mit dem Titel Be Here Now wurde am 1. März 2017 auf Netflix veröffentlicht.

## Filmografie
- 2004: All Saints (eine Folge)
- 2007: Gabriel – Die Rache ist mein (Gabriel, Film)
- 2008: Die Chaosfamilie (Packed to the Rafters, eine Folge)
- 2008: McLeods Töchter (McLeod’s Daughters, eine Folge)
- 2008: The Strip (zwei Folgen)
- 2010: The Clinic (Film)
- 2010: Spartacus: Blood and Sand (13 Folgen)
- 2010: Time Crisis – Ft. Andy Whitfield (auf YouTube veröffentlichter Kurzfilm von Freddie Wong)
- 2011: Spartacus: Gods of the Arena (Eine Folge, Sprechrolle Spartacus)